# Sistema de ganadería altoandina de camélidos sudamericanos de las provincias de Arica, Parinacota, Tamarugal, El Loa y Copiapó
El sistema de ganadería altoandina de camélidos sudamericanos, es un tipo de ganadería camélida extensiva, tradicional y ancestral de llamas, alpacas, vicuñas y guanacos, desarrollada por los pueblos indígenas de la zona norte de Chile. Se practica en las provincias de Arica, Parinacota, Tamarugal, El Loa y Copiapó, abarcando las regiones de Arica y Parinacota, Tarapacá, Antofagasta y Atacama. Integra un complejo conjunto de conocimientos y usos relacionados con la naturaleza y el universo, convirtiéndose en una de las expresiones culturales más notables de los Andes chilenos. 
Ingresó al SIGPA (Sistema de Información para la Gestión del Patrimonio Cultural Inmaterial) como patrimonio cultural inmaterial en Chile el 9 de mayo del año 2023.

## Características Principales
La ganadería camélida se organiza dentro de un ciclo anual y comprende:
- Reproducción y cuidado de camélidos domesticados, como llamas y alpacas.
- Manejo controlado de camélidos silvestres, como vicuñas y guanacos.
- Gobernanza de praderas: gestión sostenible de los pastizales del altiplano.
- Producción artesanal y comercial: elaboración de productos alimenticios y textiles derivados de los camélidos.
- Saberes, ritos y festividades: conocimientos tradicionales y celebraciones que acompañan el calendario anual de esta actividad, incluyendo cantos, cuentos y prácticas espirituales.

## Importancia cultural
Este sistema de ganadería no solo tiene un valor productivo, sino que también constituye un pilar de la ocupación y control territorial ancestral de los pueblos andinos. Permite la preservación de formas de vida tradicionales y la transmisión de conocimientos que refuerzan la identidad cultural de las comunidades
La práctica ganadera está profundamente arraigada en extensas redes familiares. Las personas mayores suelen residir de manera más permanente en el altiplano, liderando las actividades pastoriles a lo largo del ciclo anual. Las niñas, niños y jóvenes también participan en el sistema, aunque cada vez con menor frecuencia.
Los conocimientos relacionados con la ganadería camélida se transmiten a través de generaciones mediante una cadena maestro/a-discípulo/a, que combina aprendizaje práctico y experiencia vivencial en un territorio específico.

## Distribución geográfica
Para los pueblos andinos de las regiones de Arica y Parinacota, Tarapacá, Antofagasta y Atacama, la ganadería camélida representa un vínculo directo con las formas de vida de sus antepasados. Es una práctica que combina conocimientos ancestrales y modernos, reflejando valores y manifestaciones culturales que otorgan sentido a su existencia y fortalecen su apego a la tierra y sus tradiciones.

## Conservación y desafíos
Actualmente, la ganadería camélida enfrenta desafíos significativos debido a un entorno institucional y productivo que muchas veces resulta hostil. No obstante, el control ecológico y la gestión de esta herencia cultural permiten a las comunidades andinas sostenerse y reafirmar su identidad frente a las adversidades.

## Cultores y cultoras reconocidas en Chile
Diversas personas y comunidades han sido reconocidas oficialmente por su rol en la preservación de esta práctica ganadera y cultural. Para consultar la lista completa de cultores y cultoras reconocidas en el país, véase:
Anexo:Cultores y cultoras reconocidas del sistema de ganadería altoandina